# Rivastigmine
Rivastigmine (được bán dưới tên thương mại Exelon cùng với các tên khác) là một chất ức chế acetylcholinesterase được sử dụng để điều trị bệnh Alzheimer nhẹ đến trung bình và Parkinson. Thuốc có thể được dùng bằng đường uống hoặc qua miếng dán xuyên da; dạng thứ hai làm giảm tỷ lệ tác dụng phụ, thường bao gồm buồn nôn và nôn.
Thuốc được loại thải qua nước tiểu, và dường như có tương tác thuốc-thuốc ít.
Nó được cấp bằng sáng chế vào năm 1985 và được đưa vào sử dụng y tế vào năm 1997.

## Sử dụng trong y tế
Viên nang Rivastigmine, dung dịch lỏng và miếng dán được sử dụng để điều trị chứng mất trí nhẹ đến trung bình của dạngAlzheimer và cho chứng mất trí nhẹ đến trung bình liên quan đến bệnh Parkinson.
Rivastigmine đã chứng minh hiệu quả điều trị đối với nhận thức (suy nghĩ và trí nhớ), chức năng (hoạt động của cuộc sống hàng ngày) và các vấn đề hành vi thường liên quan đến bệnh Alzheimer  và bệnh mất trí nhớ bệnh Parkinson.

### Hiệu quả
Ở những người mắc chứng mất trí nhớ, Rivastigmine đã được chứng minh là mang lại hiệu quả triệu chứng có ý nghĩa cho phép bệnh nhân duy trì sự độc lập và 'là chính mình' lâu hơn. Đặc biệt, nó dường như cho thấy hiệu quả điều trị rõ rệt ở những bệnh nhân cho thấy quá trình bệnh tích cực hơn, chẳng hạn như những người có tuổi khởi phát trẻ hơn, tình trạng dinh dưỡng kém hoặc những người gặp phải các triệu chứng như ảo tưởng hoặc ảo giác. Ví dụ, sự hiện diện của ảo giác dường như là một yếu tố dự báo các phản ứng đặc biệt mạnh mẽ đối với Rivastigmine, cả ở bệnh nhân Alzheimer và Parkinson. Những tác dụng này có thể phản ánh sự ức chế bổ sung butyrylcholinesterase, có liên quan đến tiến triển triệu chứng và có thể mang lại lợi ích bổ sung so với thuốc chọn lọc acetylcholinesterase ở một số bệnh nhân. Bệnh nhân sa sút trí tuệ nhiều lần có thể cho thấy sự cải thiện nhẹ trong các chức năng và hành vi điều hành. Không có bằng chứng vững chắc hỗ trợ sử dụng ở bệnh nhân tâm thần phân liệt.
Hiệu quả của nó tương tự như donepezil và tacrine. Liều dưới 6 mg/ngày có thể không hiệu quả. Tác dụng của loại thuốc này trong các loại sa sút trí tuệ khác nhau (bao gồm cả chứng mất trí nhớ Alzheimer) là rất khiêm tốn, và vẫn chưa rõ thuốc ức chế esterase AcCh (ButCh) nào tốt hơn trong chứng mất trí nhớ Parkinson, mặc dù đã nghiên cứu kỹ về thuốc này.

## Tác dụng phụ
Tác dụng phụ có thể bao gồm buồn nôn và nôn, giảm cảm giác ngon miệng và giảm cân.
Hiệu lực mạnh mẽ của Rivastigmine, được cung cấp bởi cơ chế ức chế kép của nó, đã được đưa ra để dẫn đến buồn nôn và nôn nhiều hơn trong giai đoạn chuẩn độ của điều trị bằng Rivastigmine uống. Điều này cho thấy tầm quan trọng của việc dùng các dạng thuốc uống này với thức ăn theo quy định. Tuy nhiên, tỷ lệ buồn nôn và nôn mửa giảm rõ rệt với miếng dán Rivastigmine mỗi ngày một lần (có thể được áp dụng bất cứ lúc nào trong ngày, có hoặc không có thức ăn). Bệnh nhân và người chăm sóc nên biết các dấu hiệu cảnh báo về độc tính tiềm ẩn và biết khi nào nên gọi bác sĩ của họ. Đối với các bản vá và công thức uống, phát ban da có thể xảy ra tại thời điểm bệnh nhân nên liên hệ với bác sĩ của họ ngay lập tức. Đối với miếng dán, bệnh nhân và người chăm sóc nên theo dõi xem có bị ngứa dữ dội, đỏ, sưng hoặc phồng rộp ở vị trí vá không. Nếu điều này xảy ra, loại bỏ các bản vá, rửa sạch khu vực và gọi bác sĩ ngay lập tức.
Trong một thử nghiệm lâm sàng lớn trên miếng dán Rivastigmine ở 1.195 bệnh nhân mắc bệnh Alzheimer, liều đích là miếng dán 9,5 mg/24 giờ cung cấp các hiệu ứng lâm sàng tương tự (ví dụ như trí nhớ và suy nghĩ, các hoạt động của cuộc sống hàng ngày, nồng độ) là liều cao nhất của viên nang Rivastigmine, nhưng với một phần ba báo cáo buồn nôn và nôn.
Việc sử dụng Rivastigmine có liên quan đến tần suất báo cáo tử vong cao hơn do tác dụng phụ trong cơ sở dữ liệu của Hệ thống báo cáo về tác dụng phụ của thực phẩm và dược phẩm so với các thuốc ức chế acetylcholinesterase khác donepezil và galantamine.

## Sử dụng
Rivastigmine tartrate là một loại bột tinh thể trắng đến trắng, mịn, vừa là lipophilic (hòa tan trong chất béo) và hydrophilic (hòa tan trong nước). Nó đi kèm trong một loạt các chính quyền bao gồm một viên nang, giải pháp và một miếng dán xuyên da. Giống như các chất ức chế cholinesterase khác, nó đòi hỏi phải tăng liều dần dần trong vài tuần; điều này thường được gọi là giai đoạn chuẩn độ. Liều dùng bằng đường uống của Rivastigmine nên được chuẩn độ bằng 3 mg mỗi ngày tăng mỗi 2 đến 4 tuần. Đối với liều uống, liều ban đầu là 1,5 mg hai lần mỗi ngày được khuyến nghị theo sau tăng 1,5 mg/liều sau bốn tuần. Liều nên tăng miễn là tác dụng phụ được chấp nhận. Bệnh nhân nên được nhắc nhở mang theo thức ăn. Đối với miếng dán xuyên da, liều ban đầu là 4,6 mg mỗi ngày tăng lên 9,5 mg mỗi ngày sau bốn tuần nếu bệnh nhân không gặp phải bất kỳ tác dụng phụ không thể chịu đựng nào. Bệnh nhân hoặc người chăm sóc nên được nhắc nhở để loại bỏ các bản vá cũ mỗi ngày, xoay các trang web và đặt một cái mới. Đó là khuyến cáo rằng các bản vá được áp dụng cho lưng trên hoặc thân.

## Dược lực học
Rivastigmine, một chất ức chế acetylcholinesterase, ức chế cả butyrylcholinesterase và acetylcholinesterase (không giống như donepezil, ức chế chọn lọc acetylcholinesterase). Nó được cho là hoạt động bằng cách ức chế các enzyme cholinesterase, nếu không sẽ phá vỡ chất dẫn truyền thần kinh acetylcholine.

## Dược động học
Các hợp chất vượt qua hàng rào máu não. Liên kết với protein huyết tương là 40%. Con đường chính của quá trình trao đổi chất là nhờ các enzyme đích của nó thông qua quá trình thủy phân qua trung gian cholinesterase. Loại bỏ bỏ qua hệ thống gan, do đó các isoenzyme cytochrom P450 (CYP) không liên quan. Khả năng tương tác thuốc-thuốc thấp (có thể dẫn đến tác dụng phụ) đã được đề xuất do con đường này so với nhiều loại thuốc phổ biến sử dụng con đường chuyển hóa cytochrom P450.

## Lịch sử
Rivastigmine được phát triển bởi Marta Weinstock-Rosin thuộc Khoa Dược tại Đại học Do Thái Jerusalem  và được Yissum bán cho Novartis để phát triển thương mại. Nó là một dẫn xuất bán tổng hợp của Physostigmine. Nó đã có sẵn trong viên nang và công thức chất lỏng từ năm 1997. Năm 2006, nó đã trở thành sản phẩm đầu tiên được chấp thuận trên toàn cầu trong điều trị chứng mất trí từ nhẹ đến trung bình liên quan đến bệnh Parkinson; và vào năm 2007, miếng dán xuyên da Rivastigmine đã trở thành phương pháp điều trị miếng dán đầu tiên cho chứng mất trí nhớ.